# Овезов Байрамгельди Оразгельдийович
Байрамгельди Оразгельдийович Овезов (туркм. Baýramgeldi Öwezow, 1972, Ашхабад, Туркменська РСР, СРСР) — туркменський державний діяч.
Народився в Ашхабаді в 1972 році.
У 1994 році закінчив Туркменський сільськогосподарський інститут, отримавши спеціальність бухгалтера-економіста.

## Кар'єра
1994 — бухгалтер страхового акціонерного товариства «Туран " ИНГОССТРАХ».
1994-1995 — строкова військова служба.
1995-1998 — бухгалтер страхового акціонерного товариства «Туран " ИНГОССТРАХ».
1998 — головний бухгалтер велаятського підприємства електрозв'язку «Ахалтелеком».
1998-1999 — заступник головного бухгалтера Державної компанії електрозв'язку «Туркментелеком».
1991-2001 — начальник розрахункового центру Ашхабадської міської телефонної мережі.
2001-2011 — директор центру міжнародних розрахунків та договорів Міністерства зв'язку Туркменістану.
2011-2012 — заступник міністра зв'язку Туркменістану.
22.02.2012 — 29.01.2019 — міністр зв'язку Туркменістану. Посаду міністра залишив у зв'язку з її скасуванням.
30.01.2019 — 04.10.2019 — голова Агентства «Туркмензв'язок» Міністерства промисловості і комунікації Туркменістану.
З 04.10.2019 — заступник Голови Кабінету міністрів Туркменістану. В якості віце-прем'єра координує промислово-комунікаційний комплекс країни.